# اوک گروو، شهرستان پاپ، آرکانزاس
اوک گروو (به انگلیسی: Oak Grove) یک منطقهٔ مسکونی در ایالات متحده آمریکا است که در شهرستان پوپ، آرکانزاس واقع شده‌است. اوک گروو ۱۶۴٫۹ متر بالاتر از سطح دریا واقع شده‌است.